# Blanca de la col
La blanca de la col o papallona de la col (Pieris brassicae) és una espècie de lepidòpter papilionoïdeu de la família dels pièrids (Pieridae) present als Països Catalans.

## Distribució
És una papallona amb una distribució geogràfica molt àmplia, ja que es troba a tot Europa, a l'Àfrica del nord i a Àsia fins a l'Himàlaia. Dels lepidòpters comuns a Catalunya, la blanca de la col és una de les espècies més abundants.
A causa de la seua natura migratòria, aquesta espècie es pot trobar quasi en qualsevol lloc. No obstant això, mostra una preferència per les zones cultivades, on es cultiven brassicàcies i jardins urbans. A Europa, en menudes poblacions encara es reprodueixen al llarg dels penya-segats marins, en grans clarianes forestals i en pendents rocosos escarpats, on pareix haver estat els hàbitats originals d'aquesta espècie.

## Morfologia i costums

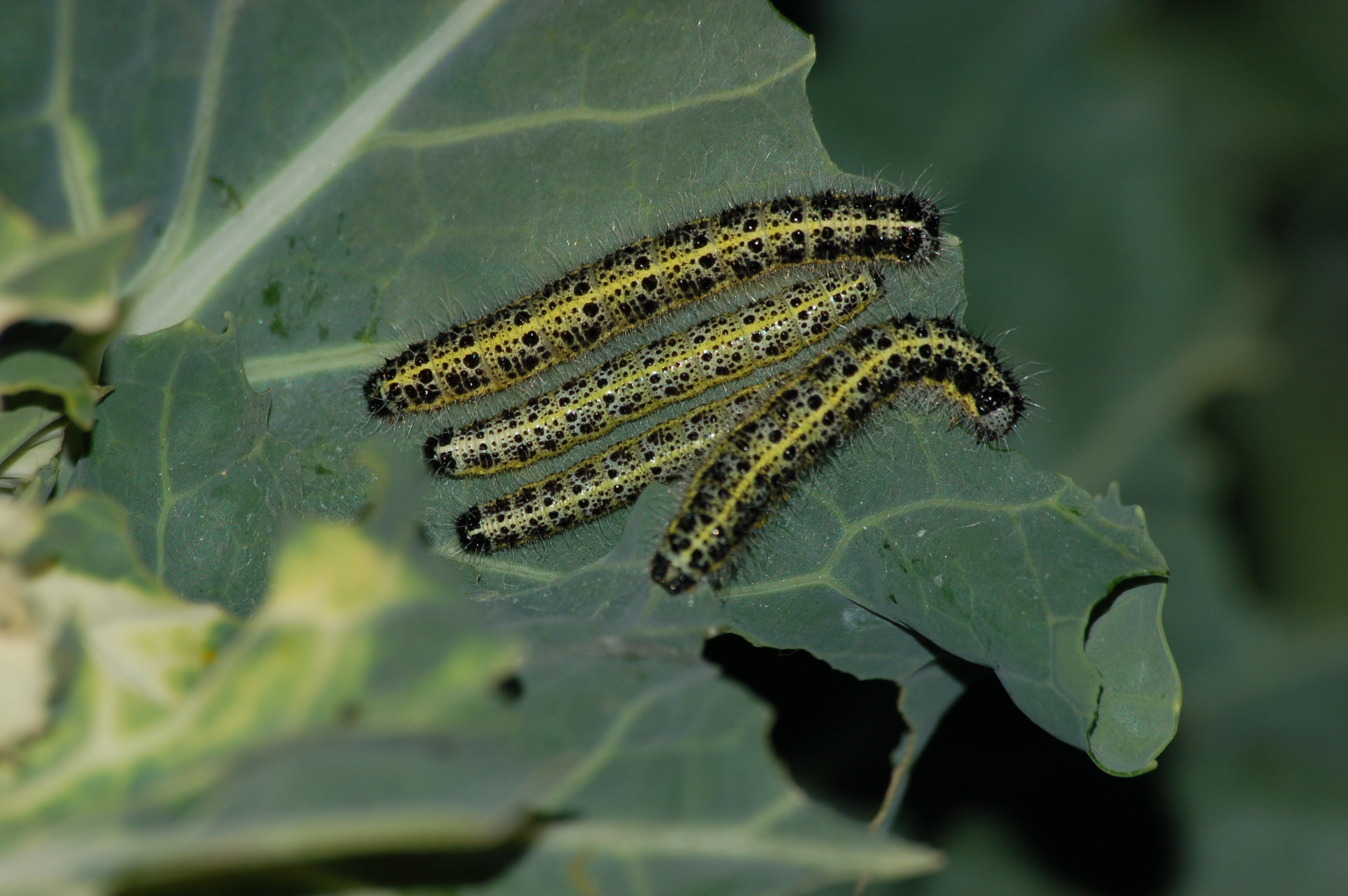
Erugues de la blanca de la col en grup.

Aquesta papallona té un cos pilós de color negre i fa de 5 a 6,5 cm d'envergadura. Té un color molt bàsic a les ales, el blanc, que li val el nom de "blanca". A part d'unes zones de color verd groguenc a la cara posterior de les ales, només té unes quantes taques negres, situades en posicions precises.

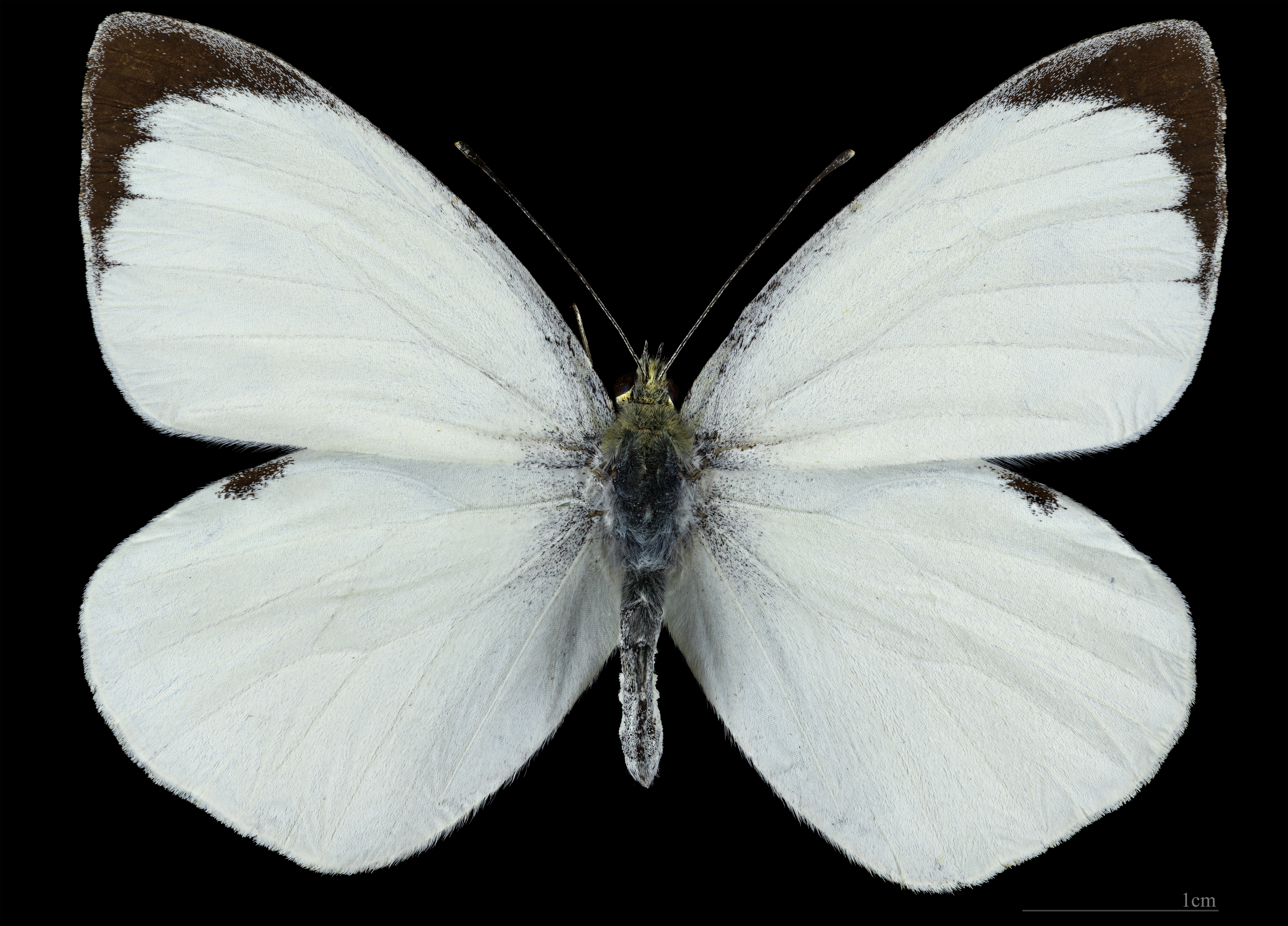
Pieris brassicae ♂
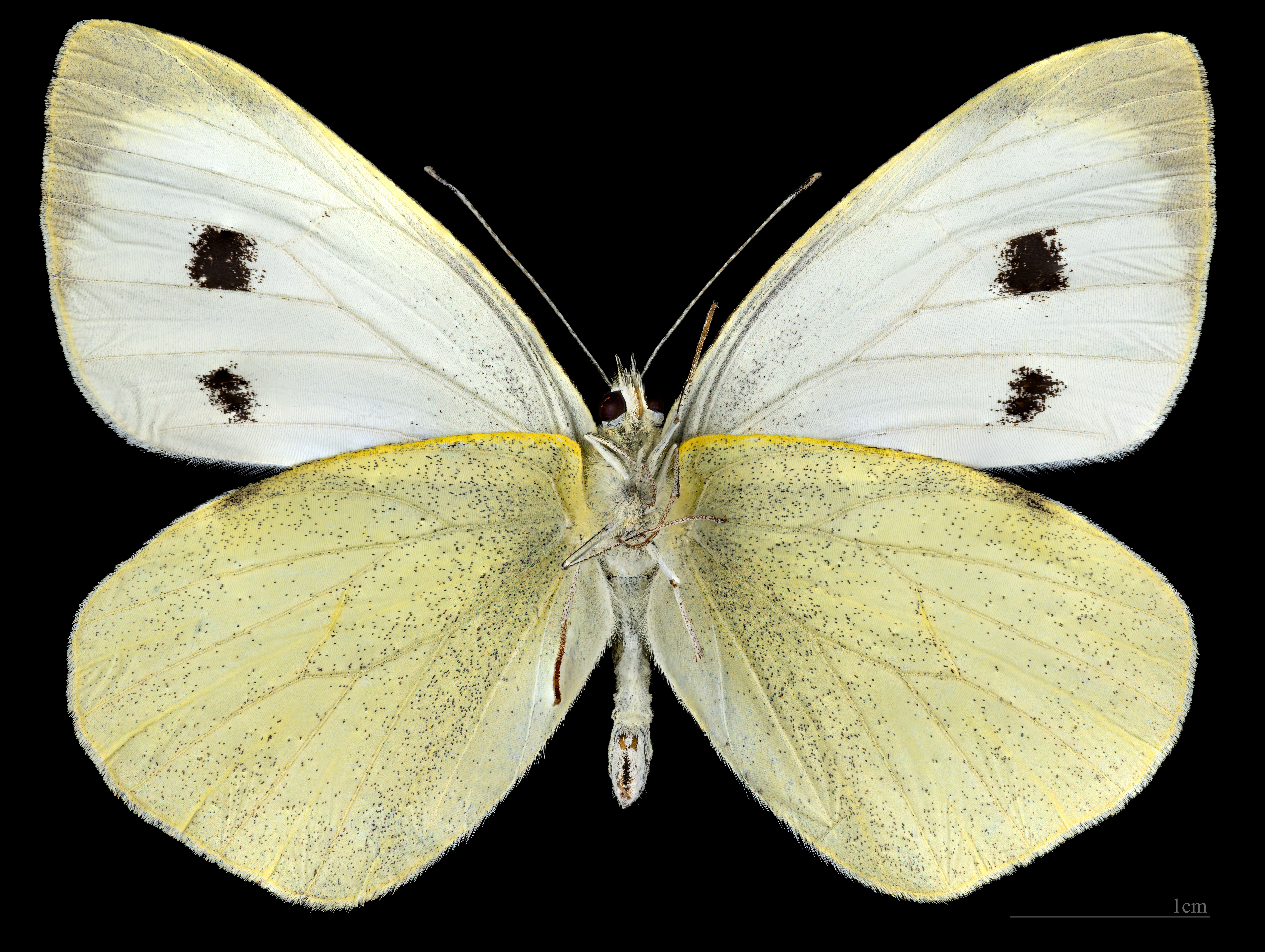
Pieris brassicae ♂ △

Li agrada molt camuflar-se amb les ales plegades entre les fulles de les plantes; llavors pot ser molt difícil de veure.
Els mascles tenen, generalment, menys taques negres que les femelles, que presenten una zona negra prou àmplia a les puntes de les ales anteriors.
La femella pon de 20 a 100 ous a les fulles de la planta escollida. Presenta entre 2 a 5 generacions, depenent del clima.
El nom de la papallona de la col prové del fet que les erugues mengen, preferentment, les fulles de la col, entre altres espècies de plantes de la família de les brassicàcies. S'ha observat que també els agraden les fulles de la caputxina (Tropaeolum majus). Les erugues tenen el cos de color verd pàl·lid amb taques negres i mengen en grups sense amagar-se. Poden ser perjudicials als horts i jardins si n'hi ha concentracions importants.

## Agronomia
Els paràsits redueixen considerablement la densitat poblacional, existeixen paràsits d'erugues (Apanteles glomeratus i Hyposoter vulgaris) i de pupes (Pteromalus puparium). El mediterrani oriental els parasitoides Cotesia glomerata i Pteromalus puparum són els més importants, arribant a reduir la població a la meitat. Altres enemics importants són Anilastus ebeninus i Phryxe vulgaris.
Per tal d'atraure als parasitoides i depredadors cal instal·lar plantes productores de nèctar i pol·len, ja que d'aquestes s'alimenten les formes adultes dels parasitoides, a més de formar part de la dieta alternativa de molts dels seus depredadors.

## Galeria

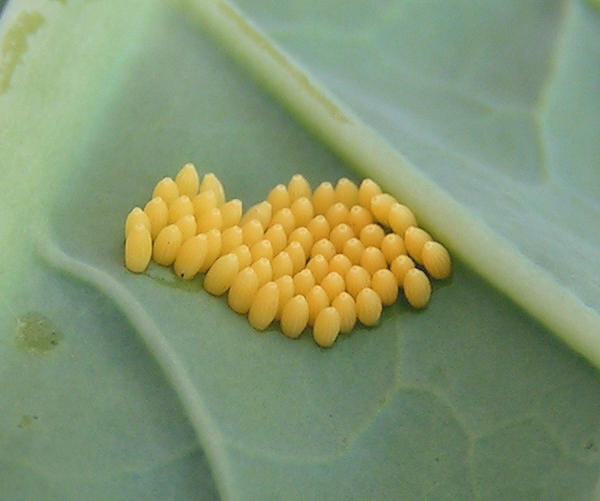
Ous
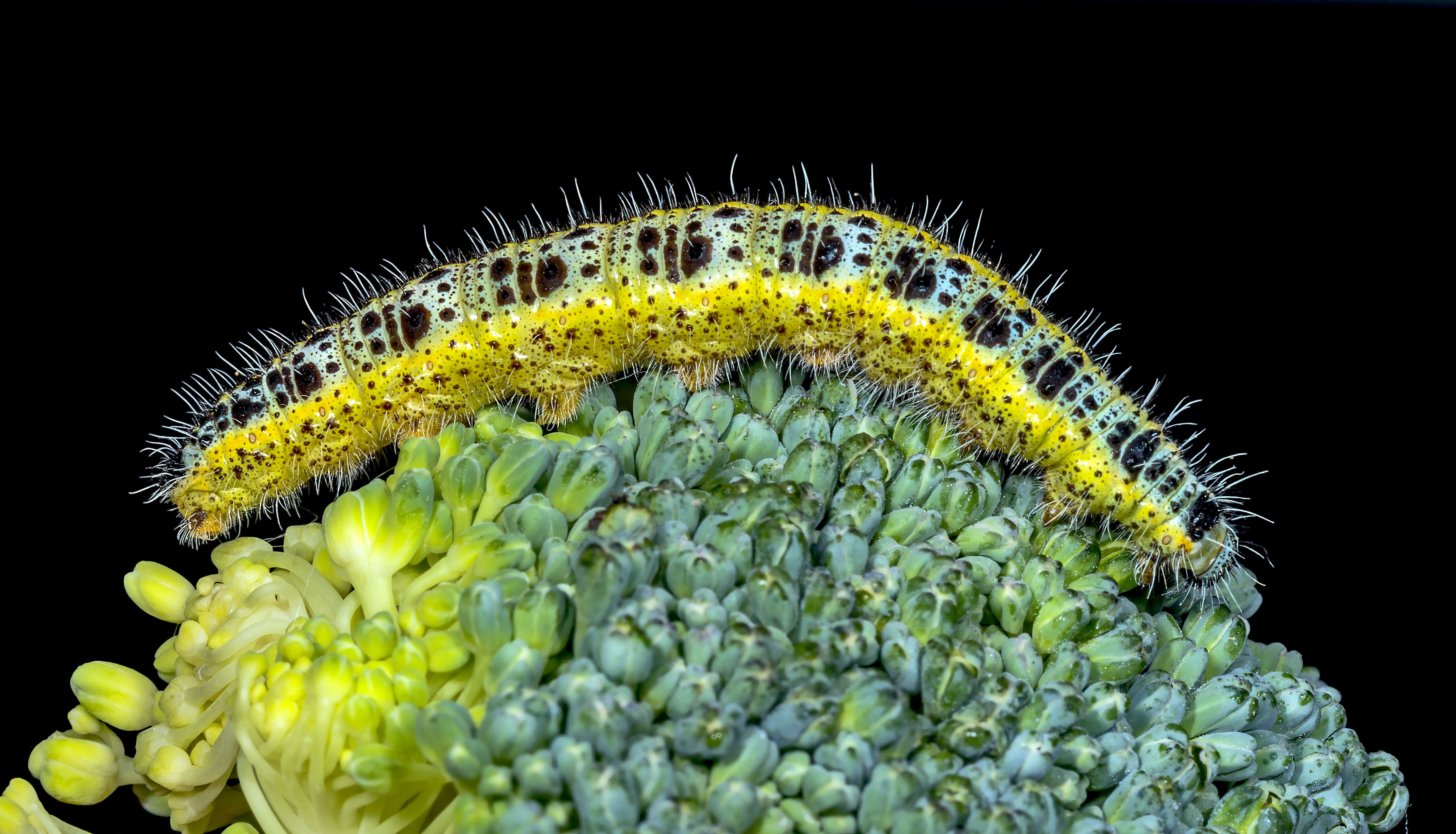
Eruga
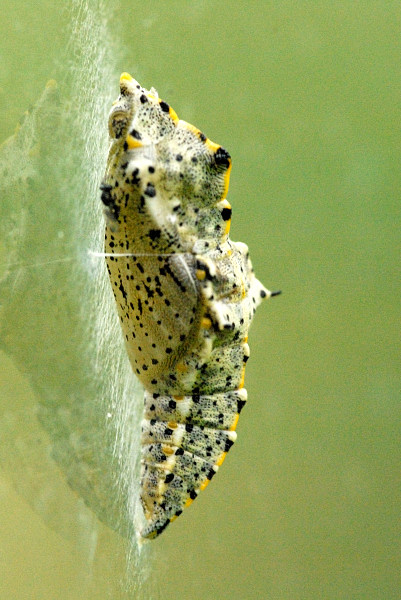
Crisàlide